# Junki Kenn Yoshimura
Junki Kenn Yoshimura (* 20. Juli 2004 in Singapur) ist ein singapurischer Fußballspieler.

## Karriere
Junki Kenn Yoshimura erlernte das Fußballspielen in der Schulmannschaft der Singapore Sports School sowie in der Jugendmannschaft von Albirex Niigata (Singapur). Hier unterschrieb er Ende Februar 2021 auch seinen ersten Vertrag. Der Verein, ein Ableger des japanischen Zweitligisten Albirex Niigata, spielte in der ersten singapurischen Liga, der Singapore Premier League. Sein Erstligadebüt gab Yoshimura am 28. August 2011 (17. Spieltag) im Heimspiel gegen Balestier Khalsa. Hier stand er in der Startelf und wurde nach der Halbzeitpause gegen Yasuhiro Hanada ausgewechselt. Albirex gewann das Spiel 4:0. Am Ende der Saison feierte er mit dem Verein die Vizemeisterschaft. Am Ende der Saison 2022 und 2023 feierte er mit Albirex die singapurische Meisterschaft.

## Erfolge
Albirex Niigata (Singapur)
- Singapurischer Meister: 2022, 2023